# Bovil·les
Bovil·les (en llatí: Bovillae en grec antic: Βοΐλλαι) va ser una antiga ciutat del Làtium situada a la Via Àpia a uns 20 km de Roma.
Es va fundar com una colònia d'Alba Longa, i els habitants van establir una relació especial amb la ciutat mare, ja que s'han trobat inscripcions de l'època imperial que diuen «Albani Longani Bovillenses». Després de la caiguda d'Alba Longa, Bovil·les va ser una ciutat independent i era una de les trenta que l'any 493 aC van formar la Lliga llatina. Dionís d'Halicarnàs i Plutarc l'esmenten com una ciutat ocupada pels volscs sota Coriolà, però no apareix a les guerres entre Roma i els volscs. Luci Anneu Flor parla de què els romans havien celebrat un triomf per la presa de Bovil·les però probablement és un error. Segurament, com altres ciutats llatines, va caure en decadència al final de la República i tot i que Sul·la hi va establir una colònia militar, Ciceró parla al seu temps d'una ciutat pobre i decadent que encara conservava els privilegis d'un municipi romà.
Prop de Bovil·les, a la Via Àpia, Publi Clodi Pulcre va morir a mans de Tit Anni Papià Miló, fet al que Ciceró dona el nom de Pugna Bovilliana. El cadàver d'August es va aturar a Bovil·les en el seu camí cap a Roma i allà el va rebre el comboi funerari de cavallers romans que el van conduir cap a la ciutat. Tiberi hi va erigir una capella o sagrarium de la Gens Júlia i va instituir un jocs circenses a la ciutat en honor d'August que es van seguir celebrant durant un temps, segons diu Tàcit.
Durant l'Imperi es va recuperar segurament pels honors dels emperadors i per la seva proximitat a la via Àpia, i es va convertir en una ciutat prospera mantenint la seva condició de municipi. No se sap quan va ser destruïda, però el seu nom, corrupte, (Bobellas), encara consta a la Taula de Peutinger. Devia ser destruïda a l'edat mitjana.
El seu emplaçament no és conegut amb certitud però molt probablement era al lloc anomenat Osteria delle Fratocchie a Roma on s'han trobat unes ruïnes d'un circ i una edificació que podria ser la capella de la gens Julia.